# クリープ (レディオヘッドの曲)
「クリープ」 (英語: Creep) は、英国のロックバンド、レディオヘッドの楽曲。自身初のスタジオ・アルバム『パブロ・ハニー』から先行シングルとしてリリース、出世作となった。
ニルヴァーナの「スメルズ・ライク・ティーン・スピリット」や、ベックの「ルーザー」などと共に、しばしばオルタナティヴ・ロックムーブメントにおける代表曲として挙げられている。1998年以降ライブで披露されることは少なくなっている。

## 背景
クリープはトム・ヨークによってエクセター大学在学中、アコースティック形式で作曲された。トムのエクセター卒業後、トムから初めてそれを聞かされたコリン・グリーンウッドは「あの瞬間、自分の人生が決まったように思った」と感激したという。ジョニーは「クリープは学生時代にトムのバンドのギグを見に来たある女の子にインスパイアされてトムが書いたもの」と語っている。
レディオヘッドが『パブロ・ハニー』を作成するにあたって、バンドはプロデューサーであるショーン・スレイドとポール・コルデリーにこの曲を「スコット・ウォーカーソング」と紹介して披露した。会話のあやで初めショーンらは、バンドが本当にスコット・ウォーカーの曲のカバーを披露していると思いこみ、（『Exit Music』など）ショーンは「フックがあって使えそうな曲」だったので、バンドの演奏を褒めながらも内心残念がった。しかし、その後のミーティングでこれは勘違いだと分かり、晴れてクリープはレディオヘッドの曲として録音されることになる。

## プロダクション・歌詞
G–B–C–Cmの循環を繰り返すコード進行が特徴。キーをG majorと受け取るとI–III–IV–ivの進行となり、このタイプのオールディーズ調の循環は、バンドが「スコット・ウォーカーソング」と語るに一理あるものとなっている。アルペジオはエド・オブライエンで、コーラスにおいて入ってくるグランジ的な激しいギタープレイはジョニー・グリーンウッドのもの。この印象的なディストーションギターを冗談めかしてエドが語るには、「ジョニーは（ギター）ペダルを限界まで上げて、この曲を糞台無しにしたがってたのさ」ということである。当初、アウトロにはピアノも入っていたが、最終的にはミックスでカットされた。
コーラスで"but I'm a Creep"（でも、俺はウジ虫だ）に帰結する、陰鬱でありながらも鮮烈な歌詞は印象的である。一部、放送禁止用語のためにアメリカなどでは歌詞を変える必要があったので、シングル版では若干の手直しを施され、禁止用語が差し替えられている。

## 発表後
当初は歌詞に頻繁に出現する放送禁止用語が原因で、ラジオでも殆ど放送されなかったが、まずイスラエル、そしてアメリカでヒットし、Billboard Hot 100では34位を記録。その後イギリスでも火がついた。イギリスでは最終的に最高位7位に到達した。
「クリープ」は間違いなくバンドのブレイクのきっかけになったが、活動の足枷となった曲でもあった。リリース後のライブでは「クリープ」を目当てに見に来る客がほとんどで、ライブで披露する新曲は注目されなかった。実際メディアに煽られてクリープに飛びついたファンの多くはそれほどレディオヘッドに忠実ではなかったため、これ以後『ザ・ベンズ』の"Street Spirit"までバンドのシングルが取り立ててヒットすることはなく、バンドの側でも難しいマーケティングを強いられることになった（『Exit Music』他）。また、多くの本国やアメリカのプレスやメディアは、レディオヘッドに「クリープだけの一発屋」という評価を下した。このような状況は2nd『ザ・ベンズ』をリリースするまで延々と続き、一時期バンド内や仲間内では、「クリープ」を「crap（ゴミ）」と呼び合うジョークを使っていたほどだった。

## 盗作問題
「クリープ」は、ホリーズが1973年に発表した楽曲「安らぎの世界へ」によく似ていると言われてきた。最終的に、この曲の作曲者であるアルバート・ハモンドとマイク・ヘイゼルウッドが、レディオヘッドを著作権侵害で訴えている。その結果、『パブロ・ハニー』のブックレットには「クリープ」の共作者としてアルバート・ハモンドとマイク・ヘイゼルウッドの名前が記されており、この2人は著作権収入の一部を受け取っている。
2018年、レディオヘッドがラナ・デル・レイに対し訴訟を起こしているとが明らかとなった。ラナ・デル・レイが2017年に発表したアルバム『ラスト・フォー・ライフ』に収録されている「ゲット・フリー」という楽曲が、「クリープ」に酷似しているとして、著作権料の100％を要求していると報道された。ラナ・デル・レイは「自分の曲は『クリープ』にインスパイアされて書かれたものではない」、「40％まで著作権料を引き上げたが、レディオヘッド側に100％しかあり得ないと要求された」などとTwitterで主張し、法定で争う姿勢を見せた（レディオヘッド側の弁護士は「100％の要求は事実ではない」としている）。なお、この問題について、元音楽雑誌編集者であり著作権法に詳しい弁護士・小杉俊介は、レディオヘッド側が否定していることを受け、「おそらく実際には訴訟は提起されていないだろう」と推測。「これまで盗作騒ぎになった先例と比較すると、クレジットにレディオヘッドの名前が入るのはやむをえない程度には似ている」と指摘。また、「今回のアルバムタイトル『ラスト・フォー・ライフ』自体が、イギー・ポップの楽曲・アルバムタイトルからの引用であることが象徴する通り、ラナ・デル・レイの音楽活動自体がロックカルチャーについての批評性を帯びていることから考えても、彼女の主張には無理があるのでは」と指摘。「『クリープ』の影響を受けていないと主張することが難しいという現実を踏まえると、先例に照らす限り、ラナ・デル・レイ側が提示していた著作権料40％の支払いといったあたりが妥当な落としどころなのではないか」と語った。

## ミュージックビデオ
地元オックスフォードのクラブで撮影された。EMIによるレディオヘッドの公式映像としては最初である。

## チャート
| チャート（1993年）               | 最高順位 |
| -------------------------------- | -------- |
| イギリス（全英シングルチャート） | 7        |
| アメリカ（Billboard Hot 100）    | 34       |

## その他
- 2010年の映画『ソーシャル・ネットワーク』の予告編では、スカラ・アンド・コラシニ・ブラザーズによる「クリープ」が使われた。
- 2007年に、アメリカ合衆国のニュー・メタルバンド、コーンが、MTVアンプラグドにおいてカバーしている。
- 吉幾三が2003年にリリースした「男ってやつは…」とこの曲をマッシュアップした「Creep ( 男ってやつは・・・ )」がニコニコ動画にアップロードされており、後にBuzzFeedがそのマッシュアップを取り上げたことがある[6]。
- 2019年に公開された映画『彼女は夢で踊る』の挿入歌の1つにこの曲が起用された[7]。ただし、作詞、作曲はハモンドとヘイゼルウッドの名前が入っておらず「レディオヘッド」名義となっている[8]。
- 2023年の映画『ガーディアンズ・オブ・ギャラクシー:VOLUME 3』のオープニングではアコースティックバージョンが使われた。